# المساعدة القانونية في فرنسا
المساعدة القانونية في فرنسا هي مساعدة مالية تُمنح للمتقاضين الذين لا تمكنهم مداخيلهم المادية من الوصول للعدالة في فرنسا. وهي تُغطي كليًا أو جزئيًا تكاليف الإجراءات والخبرة، ورسوم المحامي، والمساعدات التي تُدفع له مباشرة.

## التطبيق
تاريخيا، صدرت اللائحة الأولى من عام 1851 (المساعدة القانونية) وتم تطبيقها على الفقراء. في عام 1972، بدأ المحامون في دفع تكاليف المساعدة القانونية. يتم توفير المساعدة القانونية بموجب القانون رقم 91-647 المؤرخ 10 يوليو 1991 بشأن المساعدة القانونية 1 والمرسوم رقم 91-1266 المؤرخ 19 ديسمبر 1991 تنفيذاً للقانون رقم 91-647 المؤرخ 10 يوليو 1991 بشأن المساعدة القانونية.
يجوز منح المساعدة القانونية لأي إجراء قانوني، بما في ذلك:
- محكمة قانونية: محكمة المقاطعة، المحكمة العليا، المحكمة التجارية، محكمة الاستئناف، محكمة النقض...
- محكمة إدارية: المحكمة الإدارية، محكمة الاستئناف الإدارية، مجلس الدولة، محكمة اللجوء الوطنية [3]...

وكذلك على تنفيذ قرار من المحكمة أو أي سند آخر واجب النفاذ.
أدرجت الدولة في الميزانية 2019 نفقات قدرها 506.72 مليون يورو للمساعدة القانونية ، ما يقرب من000 900 من الخصوم المستفيدين في السنة. في عام 2017 من أصل 110 985 الذين تم قبولهم في المساعدة، 123 581للمدعيين المدنيين والإداريين و403,727 دعوى جنائية. أوجه القصور في النظام تنتقد بشدة من قبل المكتب المكلف. في مايو 2016، تم إطلاق موقع site.fr من قبل السلطات العامة لتحسين الوصول الي المساعدة، تسهيل الإجراءات والتواصل حول المعونة القانونية.
بمجرد منح المساعدة القانونية، يجب استخدامها في موعد لا يتجاوز عام واحد بعد منح الاتفاقية. في حالة التقاضي الإضافي (الطعون، إلخ)، تظل فائدة المعونة دون الحاجة إلى إعادة تقديم الطلب.
من ناحية أخرى، في حالة الطعن في النقض، يجب أن يثبت المستفيد من المعونة أن لديه وسائل جدية لنجاح ادعاءاته.

## الشروط المادية
لتلقي المساعدة، يجب أن يكون المتوسط الشهري للموارد التي يتم جمعها بين 1 يناير و31 ديسمبر من السنة السابقة للتطبيق، دون مراعاة المزايا الاجتماعية والعائلية، أقل من الحد الأقصى للموارد التي تحددها بمرسوم وإعادة تقييم كل عام. من النصف الثاني من العام، تطلب مكاتب المساعدة القانونية، كما يسمح بها القانون، تبرير الموارد منذ 1 يناير من العام الحالي (قسائم الدفع والإيجارات التي تم جمعها، إلخ).
تبرير الموارد غير مطلوب في المواقف التالية:
المستفيدين من دخل التضامن النشط أو صندوق التضامن الوطني أو الإدراج. يكفي تقديم شهادة الإسناد، لأنه يشهد على مورد صغير ؛
الأشخاص الذين يتقدمون بطلب على أساس قانون معاشات العجز العسكري وضحايا الحرب أمام محكمة التقاعد ومحكمة المعاشات الإقليمية ومجلس الدولة ؛
القُصر الذين يُستمع إليهم في أي إجراءات تتعلق بهم
ضحايا جرائم أخطر الجرائم (الهجمات المتعمدة على حياة الشخص أو سلامته).
يجب أيضًا إعلان ملكية الممتلكات المنقولة أو غير المنقولة، حتى لو لم تكن منتجة للمال أو الفائدة. ومع ذلك، فإن البضائع التي لا يمكن بيعها، أو التي لا يمكن بيعها دون جعل المدعي أسوأ حالًا، لا تعتبر.

## الآجال
إن تقديم طلب للحصول على مساعدة قانونية له تأثير على التأخيرات القضائية والإدارية (معظم المحاكم).
وفقًا للسوابق القضائية الحالية، لا سيما في بعض محاكم الاستئناف ومحكمة النقض، فإن "تقديم طلب للحصول على مساعدة قانونية يقطع الحدود الزمنية لإبرام، في حالة القبول، تعيين مساعد للعدالة "، وهو مبدأ سبق أن كرسته المحكمة الأوروبية لحقوق الإنسان في قرارها الصادر في 6 أكتوبر 2011 رقم 52124/08 ستاسكو ج / فرنسا، وقد أدان القضاة الأوروبيون فرنسا. ومع ذلك، في القضايا الجنائية، حيث يكون الوقت قصيرًا للغاية، يكون إيداع طلب اج باطلاً وبالتالي لن يعلق وقت الطعن إذا لم يكن مصحوبًا ببيان الاستئناف المكتوب والموقع من قِبل مقدم الطلب للحصول علىاج، هذه القاعدة التي تتبع المادة 576 من سيسيبي التي تنص على أن "يتم تقديم بيان الاستئناف إلى كاتب المحكمة الذي أصدر القرار المطعون فيه. يجب أن يوقعها المسجل والمدعي بالنقض نفسه أو بواسطة محام في المحكمة التي حكمت أو من قبل محام خاص ؛ في الحالة الأخيرة، يتم ضم السلطة إلى الفعل الذي وضعه الكاتب. (...) "بالإضافة إلى ذلك، يعد إرسال بيان الاستئناف برسالة RAR باطلاً لأنه يجب تسليمه إلى السجل مقابل الاستلام. وبالتالي فإن التحدي الذي يواجه مقدم الطلباج في قضية جنائية أمام مكتب سيسي في اج هو إرفاق بيان الاستئناف في نفس الوقت الذي يقدم فيه طلب اج، وإذا كان يقيم في مكان بعيد جغرافيا من المحكمة الجنائية المعنية، سيتعين على مقدم الطلب من اج برمجة وتمويل رحلة عودة في وقت السجل العقابي المعني لتقديم بيان الاستئناف ضد الاستلام، أو سيتعين عليه طلب خدمات المحامي أو المخلص الذي يمكنه إما تقديم بيان الاستئناف بسلطة مدعي اج إلى المحكمة الجنائية المعنية، وعندئذٍ يمكن لمساعد العدل إعادة إرسال إيصال التسجيل إلى المدعي من اج. لا يتم قبول طلب المدعي اج أمام مكتب اج التابع للغرفة الجنائية لمحكمة النقض إلا بناءً على طلبه. بدون الإيفاء المسبق بهذه الإجراءات الشكلية، فإن طلب اج الجنائية أمام مكتب اج في محكمة النقض لن يكون كاملاً، فإذا لم يتم استكماله في وقت قصير، فسيكون متقادمًا ومقدم الطلب إلى لن تتمكن اج من تقديم أي شيء آخر سوى دفع محامٍ على وجه السرعة إلى مجلس الدولة ومحكمة النقض على نفقته الخاصة، أو الاقتراض من مصرفه أو أطراف ثالثة، أو على حساب شركة تأمين الحماية القانونية الخاصة به.
ومع ذلك، نظرًا لأن المساعدة القانونية لا تقطع وقت الاستئناف، فمن المناسب إذن أن يتخذ المتقاضي خطوات لإيجاد محامي في نقابة المحامين بحيث يوافق أحدهم على الشروع في إعلان بسيط عن نداء من قبل RPVA، عمل تحفظي بسيط وسريع.
منذ اختفاء مهنة المحاماة، يحق للمستفيد من المساعدة القانونية أن يطلب من محاميه المعين في المساعدة القانونية إجراءً من الدرجة الأولى شهادة تحدد أنه في حوزته RPVA رئيسي وأن سيعلن استئنافه خلال المدة المسموح بها للمكالمة بناءً على طلب موكله. تحمي شهادة المحامي المعيّنة في إجراء من الدرجة الأولى المستفيد من المساعدة القانونية من أي قيود على فترة الاستئناف التي غالباً ما تكون قصيرة - ما لم ينص على خلاف ذلك عشرة أيام في المحكمة الجنائية (بدون محام إلزامي بما في ذلك وصفة طبية) عدم وضع المحامي الذي يمكن تعيينه لاحقًا مع نسخة من إيصال السجل العقابي)، خمسة عشر يومًا لأمر وملخص إداري (بدون محام إلزامي إذا كان تناقضًا مع المحامي الذي يمكن تعيينه لاحقًا مع نسخة من إيصال السجل المدني)، شهر واحد للحكم المدني (خمسة عشر يوما بعد صدور الحكم) دون محام إلزامي أمام المحكمة التجارية، يمكن تعيين المحامي في وقت لاحق مع نسخة من استلام السجل التجارية، الخ نظرًا لأن شهادة المحامي هي إدراك بسيط للتطبيق الكامل للمادة 8 من القانون رقم 91-647 المؤرخ 10 يوليو 1991 بشأن المساعدة القانونية، يحق للمستفيد من المساعدة القانونية طلب تعيين محامي جديد لرئيس نقابة المحامين المعنية في حالة إحجام المحامي المعين في البداية لإثبات الشهادة عندما تكون القضية مهمة أو القضية معقدة وحكم محكمة الدرجة الثانية أمر يمكن تصوره على محمل الجد.
وهكذا، في نهاية بيان الاستئناف، القانون التحفظي، يتم مقاطعة الوقت لتعيين محام رسمياً من قبل مكتب المساعدة القانونية ليختتم أمام المحكمة.
ولذلك، فإن المساعدة القانونية تعلق وقت الاختتام لكنها لا تعلق الوقت لإعلان الاستئناف في الوقت المحدد، وأحياناً قصيرة للغاية.
ومع ذلك، عندما يكون من المستحيل على المتقاض الذي يُقبل بالمساعدة القانونية والذي تقدم بطلب لتعيين محامٍ عينته المحكمة، أن يصدر إشعارًا بالاستئناف لعدم وجود محام معين خلال المهلة الزمنية بمجرد تعيين المحامي، يجب عليه أن يطلب إعفاءه من المهلة المحددة بموجب المادة 540 من قانون الإجراءات المدنية والسوابق القضائية المرفقة به.

## حالات خاصة
لا يمكن التمييز ضد أي شخص بسبب جنسيته. الأشخاص الوحيدون المستبعدون من المساعدة القانونية بسبب جنسيتهم هم أولئك الذين تميز بلادهم ضد الفرنسيين (مبدأ المعاملة بالمثل).
يجوز منح المساعدات إلى أشخاص أجانب في إحدى الحالات التالية:
أحد مواطني إحدى الدول الأعضاء في الاتحاد الأوروبي ؛
أحد مواطني دولة أبرمت اتفاقية دولية مع فرنسا ؛
شخص يقيم عادة في فرنسا في وضع منتظم.
ومع ذلك، لا يشترط شرط الإقامة هذا، خاصةً إذا كان المتقاضٍ من الشهود القاصرين أو المساعدين، أو المتهمين، أو المدانين، أو المدعي، أو إذا كان يخضع لإجراءات الظهور عند الاعتراف المسبق بـ الذنب (المادة 3 من القانون).
إذا تم تحديد موعد الجلسة في أقل من شهر واحد، فقد يتم طلب مساعدة مؤقتة.